# پلک زدن

نمونه‌ای از پلک زدن چشم انسان (حرکت بسیار آهسته)

پلک زدن یک عمل سریع و به هم خوردن چشمان است که با استفاده از پلک ها چشم پوشانده می شود . این عملکرد فعالیت انعکاسی می باشد.عمل پلک زدن از این جهت برای چشم ضروری است که باعث پخش شدن اشک در چشم و عبور آن از روی قرنیه و از بین بردن عفونتهای احتمالی می‌شود. به صورت متوسط عمل پلک زدن حدود ۳۰۰ تا ۴۰۰ میلی ثانیه طول می کشد،این سرعت تحت عواملی چون وارد شدن یک شی ریز خارجی مثل ریزه چوب، ضربات وارد شده به چشم، مصرف دارو و عفونت تغییر می‌کند. هر فرد تقریباً در هر ۲ تا ۱۰ ثانیه یک بار پلک می‌زند. نرخ و میزان پلک زدن توسط "blinking center" تعیین شده است اما همچنان این میزان تحت عواملی دیگر تغییر پیدا می‌کند. چشمک زدن وقتی است که یک حیوان (معمولاً انسان) تصمیم می‌گیرد که تنها یک چشم خود را باز و بسته کند، که این کار نوعی علامت اجتماعی (استفاده از بدن برای رساندن موضوعی) میباشد.به هر حال، این موضوع فقط مختص انسان نمی‌باشد و بعضی حیوانات (به عنوان مثال، لاک‌پشت و هَمستِر) نیز هنگام پلک زدن از چشمهای خود به صورت مستقل استفاده می‌کنند بدین معنی که در هنگامیکه یک چشم باز است چشم دیگر را بسته و برای بار دوم بالعکس عمل می‌کنند.

پلک زدن با پخش کردن اشک و نرم کردن و به نوعی روغن کاری نمودن چشم است. که ایجاد اشک در چشم باعث مرطوب نگه داشتن چشم می‌شود. پلکهای چشم با روی هم آمدن باعث نوعی ساکشن در چشم شده که از مجاری اشک به کل کره چشم به جلوگیری از خشک شدن چشم کمک می‌کنند.
پلک زدن همچنین چشم را ازگرفتن عفونت حفظ می‌کنند. مژه‌ها موهایی هستند که به بالا و پایین پلکها متصل هستند و یک خط محافظتی در مقابل گرد و غبار و نظیر آن‌ها ایجاد می‌کنند. مژه‌ها بیشتر عفونتها را قبل از اینکه عفونتی به چشم برسد گرفته و از رسیدن آن‌ها به کره چشم جلوگیری می‌کنند؛ بنابراین با پلک زدن چشمان شما از مژه‌ها به عنوان سلاح دفاعی برای جلوگیری از ورود بسیاری عفونتها به چشم استفاده می‌کند. هزاران ماهیچه در چشم برای کنترل عملکرد پلک زدن وجود دارد. مهم‌ترین و اصلی‌ترین ماهیچه‌ها که در پلک بالایی کنترل باز و بسته شدن چشم را به عهده دارند عضله ماهیچه حلقوی چشم
```
اکولی (orbicularis oculi) و عضله بالا برنده پلک فوقانی (levator palpebrae superioris muscle) نامیده می‌شوند. ماهیچه ماهیچه حلقوی چشم
```

```
اکولی چشم را می‌بندد و برای باز شدن پلک، ماهیچه levator palpebrae و ماهیچه مولر منقبض می‌شوند. ماهیچه مولر Müller (یا superior palpebral) در پلک بالایی و ماهیچه inferior palpebral در پلک پایینی مسئولیت بزرگ کردن چشم را به عهده دارند. این ماهیچه‌ها نه تنها نقشی حیاتی در پلک زدن چشم دارند بلکه در عواملی مثل چشمک زدن یا با چشم نیمه بازبودن یا چپ کردن چشم دخیل هستند.
```

## عمل و آناتومی پلک زدن
پلک زدن با پخش کردن اشک و نرم کردن و به نوعی روغن کاری نمودن چشمه‌های ایجاد اشک در چشم باعث مرطوب نگه داشتن چشم می‌شود. پلکهای چشم با روی هم آمدن باعث نوعی ساکشن در چشم شده که از مجاری اشک به کل کره چشم به جلوگیری از خشک شدن چشم کمک می‌کنند.
پلک زدن همچنین چشم را ازگرفتن عفونت حفظ می‌کنند. مژه‌ها موهایی هستند که به بالا و پایین پلکها متصل هستند و یک خط محافظتی در مقابل گرد و غبار و نظیر آن‌ها ایجاد می‌کنند. مژه‌ها بیشتر عفونتها را قبل از اینکه عفونتی به چشم برسد گرفته و از رسیدن آن‌ها به کره چشم جلوگیری می‌کنند؛ بنابراین با پلک زدن چشمان شما از مژه‌ها به عنوان محافظی دفاعی برای جلوگیری از ورود بسیاری عفونتها به چشم استفاده می‌کند.
هزاران ماهیچه در چشم برای کنترل عملکرد پلک زدن وجود دارد. مهم‌ترین و اصلی‌ترین ماهیچه‌ها که در پلک بالایی کنترل باز و بسته شدن چشم را به عهده دارند عضله اوربیکولاریس اکولی (orbicularis oculi) و عضله بالا برنده پلک فوقانی (levator palpebrae superioris muscle) نامیده می‌شوند. ماهیچه اوربیکولاریس اکولی چشم را می‌بندد و برای باز شدن پلک، ماهیچه levator palpebrae و ماهیچه مولر منقبض می‌شوند. ماهیچه مولر Müller (یا superior palpebral) در پلک بالایی و ماهیچه inferior palpebral در پلک پایینی مسئولیت بزرگ کردن چشم را به عهده دارند. این ماهیچه‌ها نه تنها نقشی حیاتی در پلک زدن چشم دارند بلکه در عواملی مثل چشمک زدن یا با چشم نیمه بازبودن یا چپ کردن چشم دخیل هستند.

## پلک زدن در زندگی روزمره

### کودکان
میزان پلک زدن کودکان با بزرگسالان متفاوت است. در واقع کودکان به صورت متوسط در هر دقیقه یک یا دو بار پلک می‌زنند. دلیلی که این میزان با میزان پلک زدن بزرگسالان متفاوت است هنوز شناخته نشده، اما بسیاری بر این معتقدند که کودکان به این میزان رطوبت چشمی به اندازه بزرگسالان نیاز ندارند چون پلک آن‌ها در مقایسه با اندازه پلک ادمهای بزرگ باز نشده‌است. به علاوه، کودکان در طول ماه‌های اول از زندگی تولید اشک ندارند. بچه‌ها همچنین بیش از بزرگسالان در طول شبانه روز می‌خوابند و همان‌طور که پیش تر بحث شد چشمهای باز در معرض خطر بیشتر پلک می‌زنند. به هر حال در طول مدت زمان بچگی این میزان افزایش می‌یابد و در سن بلوغ این میزان پلک زدن به اندازه بزرگسالان می‌رسد.

### بزرگسالان
زنان و مردان درمیزان پلک زدن با یکدیگر فرق چندانی ندارند. به صورت متوسط در شرایط آزمایشگاهی برآورد شده که بزرگسالان در هر دقیقه ۱۰ بار پلک می‌زنند؛ ولی هنگامی که چشمان روی جسم برای مدت زمان طولانی فوکوس می‌کند، مثل زمان خواندن و مطالعه، میزان پلک زدن به ۳ یا ۴ بار در هر دقیقه کاهش می‌یابد. دلیل عمده خشک شدن چشم و خستگی آن‌ها هنگام مطالعه میزان کم‌آب شدن آن‌ها می‌باشد.
پلک زدن می‌تواند برای تشخیص بعضی بیماری‌ها به کار رود. به‌طور مثال: بیش از اندازه بودن میزان پلک زدن یکی از علایم سکته یا اختلالات سیستمهای عصبی می‌باشد. میزان کم بودن پلک زدن می‌تواند نشان دهنده اختلال پارکینسون باشد. بیماران پارکینسون نوعی نگاه خیره کننده بدون پلک زدن دارند که این بسیار معروف است.